# Station Beervelde
Station Beervelde is een spoorwegstation langs spoorlijn 59 (Antwerpen - Gent) in Beervelde, een deelgemeente van Lochristi. Op die laatste plaats is Station Beervelde ook voornamelijk gericht.
De perrons van station Beervelde bevinden zich in een bajonetligging, dat betekent dat beide perrons aan de overkant van de overweg liggen. Zodoende blijft de overweg minder lang gesloten als een trein in het station stopt. De perrons hebben een lengte van 250 meter. De stopplaats is voorzien van parkeergelegenheid voor auto en fiets.

## Geschiedenis
Een eerste station werd gebouwd door de privémaatschappij 'Anvers à Gand' bij de opening van de lijn in 1847, die tot in 1897 in plaats van normaalspoor nog een spoorbreedte van 1151 mm had. Na overname van de lijn door de Staatsspoorwegen in 1897 bouwde de Belgische Staat er in 1902 een nieuw station (Type 1895 R5) dat nog steeds aanwezig is maar niet meer wordt aangewend als station. De oude naam 'Beirvelde' (tot de Tweede Wereldoorlog de gangbare spelling) is nog steeds leesbaar op het stationsgebouw.
Station Beervelde werd voor reizigers gesloten in 1957. Na de elektrificatie van de spoorlijn werd de stopplaats in 1973 heropend. In 1984, bij de invoering van het IC/IR-plan, werd Station Beervelde opnieuw gesloten om eind 2008 voor de derde keer te openen. Deze derde opening gebeurde op vraag van de toenmalige liberale burgemeester van Lochristi zonder voorafgaande studie. Deze opening werd bekritiseerd als een politiek geschenk en een negatieve invloed op de regelmaat van treinen aan de lijn Antwerpen-Gent. Sinds de introductie van de nieuwe dienstregeling in december 2017 (waarbij het treinaanbod met 5% werd uitgebreid), wordt Beervelde ook in het weekend bediend.

## Galerij

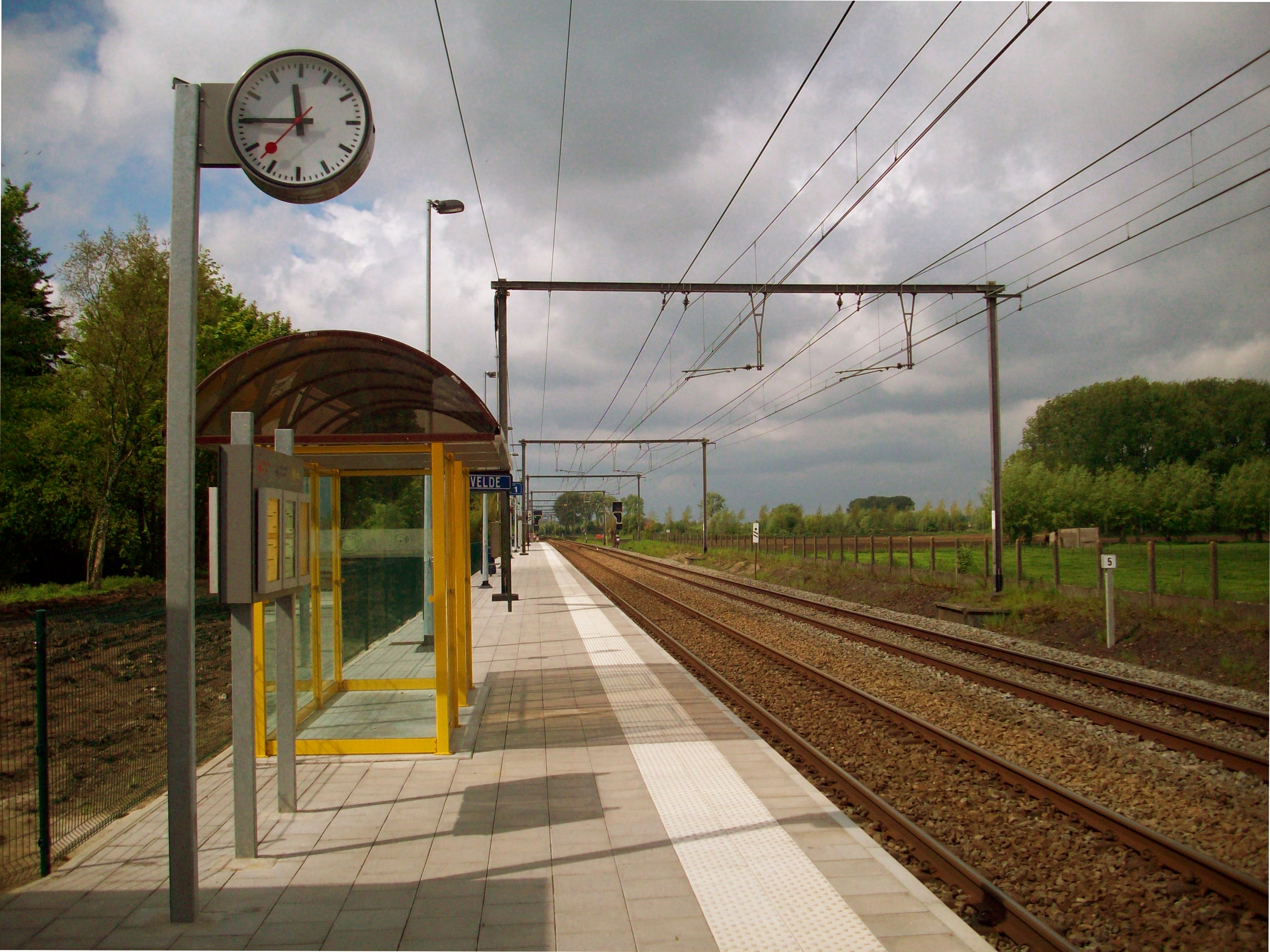
Zicht op perron 1
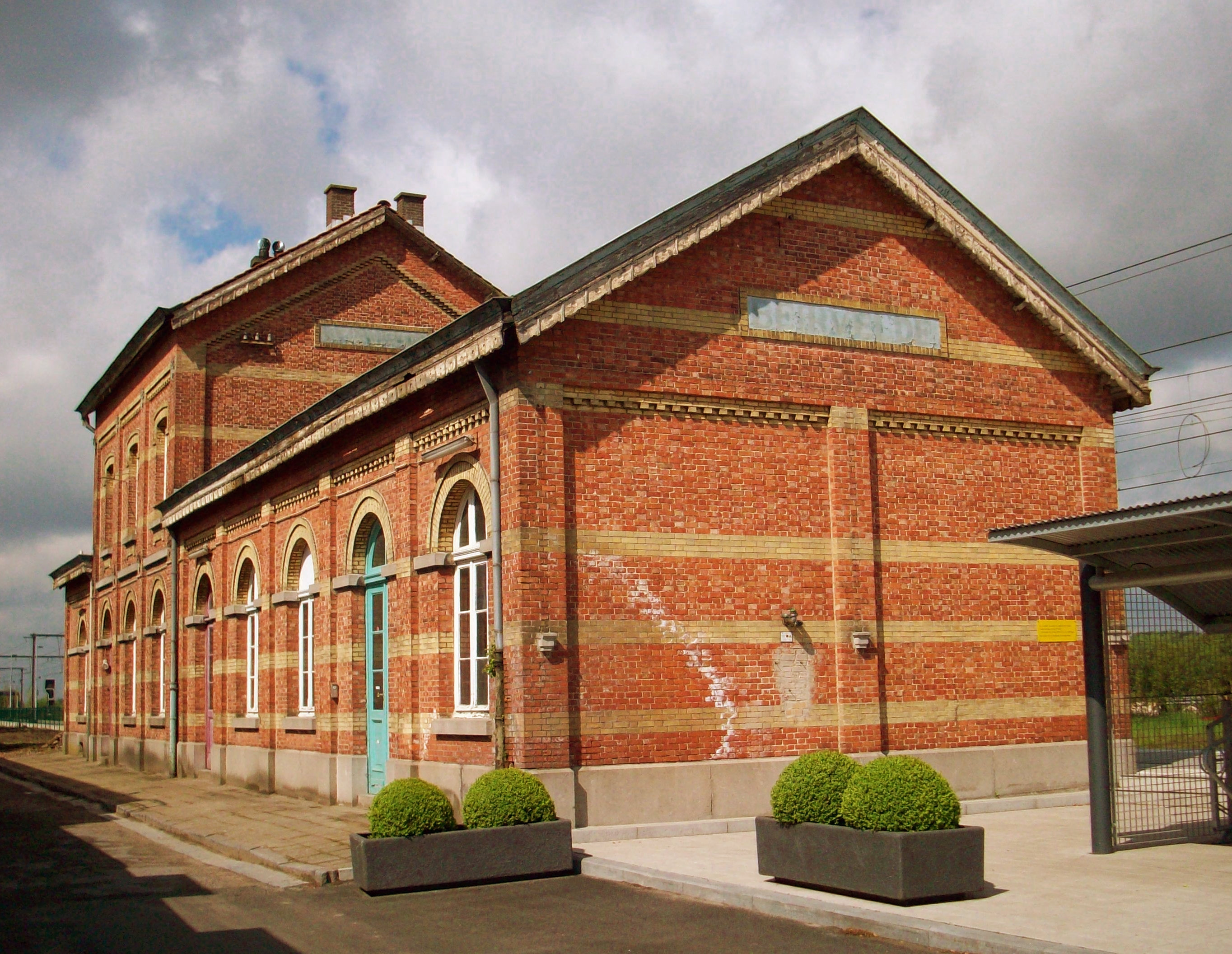
Oud stationsgebouw van Beervelde
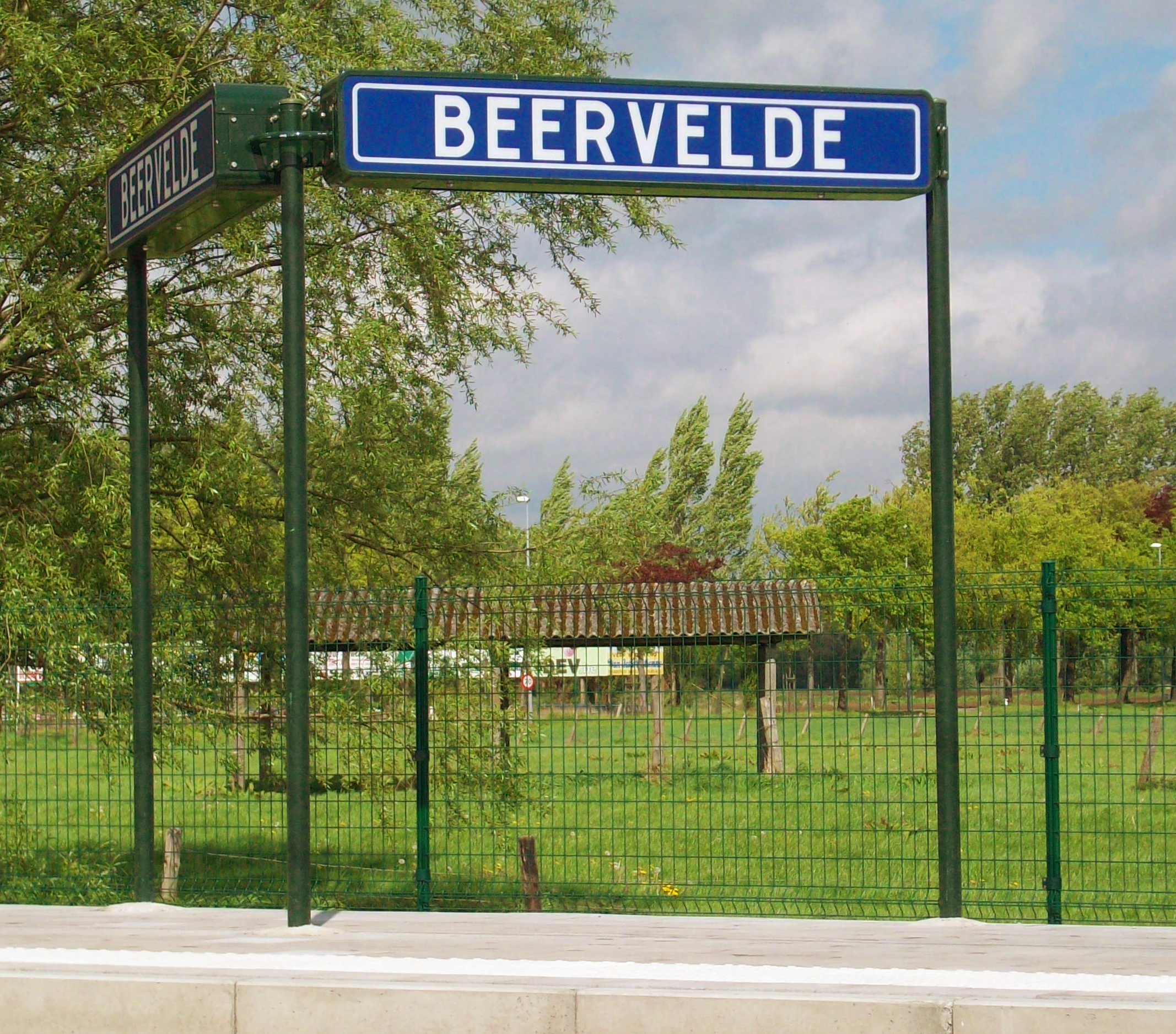
Naambord station Beervelde
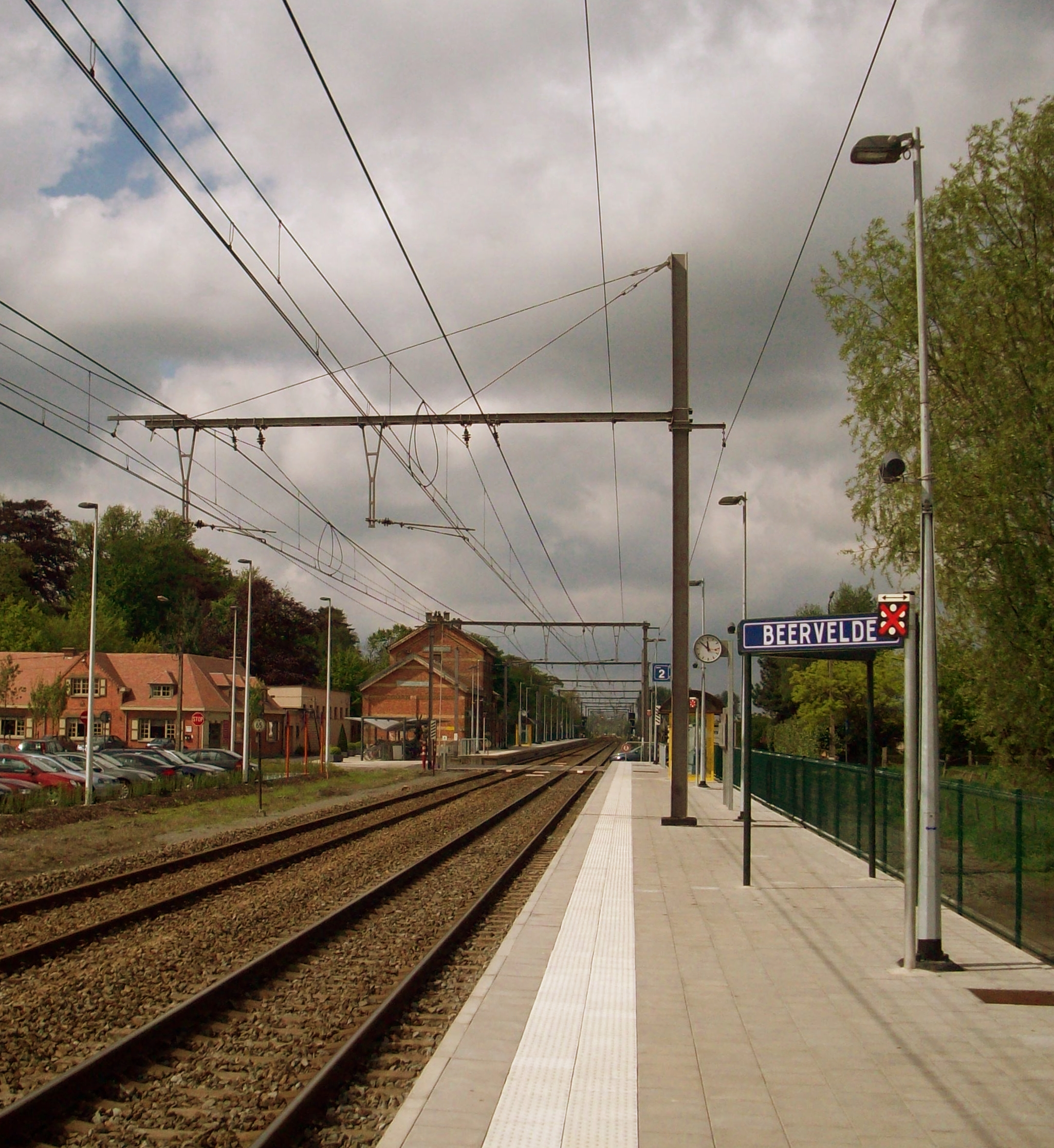
Perron 2 met op de achtergrond aan de andere kant van de overweg het stationsgebouw en perron 1

## Spoorindeling
| spoor | spoorlijn | richting                                  |
| ----- | --------- | ----------------------------------------- |
| 1     | L 59      | Richting Gent-Dampoort, Gent-Sint-Pieters |
| 2     | L 59      | Richting Lokeren, Antwerpen-Centraal      |

## Treindienst
| Serie       | Treinsoort          | Route                                                                           | Bijzonderheden |
| ----------- | ------------------- | ------------------------------------------------------------------------------- | --- |
| IC 28       | Intercity (NMBS)    | Antwerpen-Centraal – Beervelde – Gent-Sint-Pieters – Lichtervelde – De Panne    | Rijdt niet in het weekend, stopt in juli/augustus tijdens de week in Beervelde                                              |
| S 53        | S-trein Gent (NMBS) | (Ronse – ) Oudenaarde – Gent-Sint-Pieters – Gent-Dampoort – Beervelde – Lokeren | Rijdt niet tijdens de week in juli/augustus, rijdt in de spits tot Ronse, rijdt in het weekend enkel tussen Gent en Lokeren |
| P 7013/8013 | Piekuurtrein (NMBS) | Sint-Niklaas – Beervelde – Gent-Dampoort – Brussel-Zuid – Schaarbeek            | Rijdt alleen op werkdagen.                                                                                                  |

## Reizigerstellingen
De grafiek en tabel geven het gemiddeld aantal instappende reizigers weer op een week-, zater- en zondag.
| Tabel: aantal instappende reizigers station Beervelde | Tabel: aantal instappende reizigers station Beervelde | Tabel: aantal instappende reizigers station Beervelde | Tabel: aantal instappende reizigers station Beervelde |
|                                                       | Weekdag                                               | Zaterdag                                              | Zondag                                                |
| ----------------------------------------------------- | ----------------------------------------------------- | ----------------------------------------------------- | ----------------------------------------------------- |
| 1977                                                  | 152                                                   | 32                                                    | 28                                                    |
| 1978                                                  | 133                                                   | 22                                                    | 14                                                    |
| 1979                                                  | 121                                                   | 15                                                    | 22                                                    |
| 1980                                                  | 134                                                   | 9                                                     | 19                                                    |
| 1981                                                  | 183                                                   | 25                                                    | 16                                                    |
| 1982                                                  | 160                                                   | 17                                                    | 12                                                    |
| 1983                                                  | 158                                                   | 17                                                    | 12                                                    |
| 1984                                                  | -                                                     |                                                       | -                                                     |
| 1985                                                  | -                                                     |                                                       | -                                                     |
| 1986                                                  | -                                                     | -                                                     | -                                                     |
| 1987                                                  | -                                                     | -                                                     | -                                                     |
| 1988                                                  | -                                                     | -                                                     | -                                                     |
| 1989                                                  | -                                                     | -                                                     | -                                                     |
| 1990                                                  | -                                                     | -                                                     | -                                                     |
| 1991                                                  | -                                                     | -                                                     | -                                                     |
| 1992                                                  | -                                                     | -                                                     | -                                                     |
| 1993                                                  | -                                                     | -                                                     | -                                                     |
| 1994                                                  | -                                                     | -                                                     | -                                                     |
| 1995                                                  | -                                                     | -                                                     | -                                                     |
| 1996                                                  | -                                                     | -                                                     | -                                                     |
| 1997                                                  | -                                                     | -                                                     | -                                                     |
| 1998                                                  | -                                                     | -                                                     | -                                                     |
| 1999                                                  | -                                                     | -                                                     | -                                                     |
| 2000                                                  | -                                                     | -                                                     | -                                                     |
| 2001                                                  | -                                                     | -                                                     | -                                                     |
| 2002                                                  | -                                                     | -                                                     | -                                                     |
| 2003                                                  | -                                                     | -                                                     | -                                                     |
| 2004                                                  | -                                                     | -                                                     | -                                                     |
| 2005                                                  | -                                                     | -                                                     | -                                                     |
| 2006                                                  | -                                                     | -                                                     | -                                                     |
| 2007                                                  | -                                                     | -                                                     | -                                                     |
| 2008                                                  | -                                                     | -                                                     | -                                                     |
| 2009                                                  | 154                                                   | -                                                     | -                                                     |
| 2010                                                  | -                                                     | -                                                     | -                                                     |
| 2011                                                  | -                                                     | -                                                     | -                                                     |
| 2012                                                  | 190                                                   | -                                                     | -                                                     |
| 2013                                                  | 224                                                   | -                                                     | -                                                     |
| 2014                                                  | 213                                                   | -                                                     | -                                                     |
| 2015                                                  | 232                                                   | -                                                     | -                                                     |
| 2016                                                  | 196                                                   | -                                                     | -                                                     |
| 2017                                                  | 215                                                   | -                                                     | -                                                     |
| 2018                                                  | 201                                                   | 73                                                    | 49                                                    |
| 2019                                                  | 214                                                   | 53                                                    | 38                                                    |
| 2020                                                  | 148                                                   | 42                                                    | 29                                                    |
| 2021                                                  | -                                                     | -                                                     | -                                                     |
| 2022                                                  | 283                                                   | 70                                                    | 105                                                   |
| 2023                                                  | 547                                                   | 112                                                   | 130                                                   |
| 2024                                                  | 319                                                   | 142                                                   | 117                                                   |

0,0: Antwerpen-Berchem ·
4,0: Antwerpen-Zuid ·
7,0: Antwerpen-Linkeroever ·
9,1: Zwijndrecht ·
10,1: Zwijndrecht-Fort ·
12,1: Melsele ·
14,0: Beveren ·
15,1: Haasdonk ·
18,5: Westakkers ·
19,5: Nieuwkerken-Waas ·
22,7: Sint-Niklaas ·
25,3: Sint-Niklaas-West ·
26,2: Valk ·
27,1: Belsele ·
28,7: Sinaai ·
32,0: Heiken ·
35,7: Lokeren ·
38,4: Staakte ·
41,5: Zeveneken ·
43,6: Beervelde ·
46,8: Lochristi ·
49,5: Destelbergen ·
51,2: Westveld ·
53,0: Oostakker ·
?: Gent-Waas ·
55,8: Gent-Dampoort